# كهف فوبيستك
كهف فوبيستك هو كهف استعراضي في الجزء الأوسط من محمية مورافيا كارست الطبيعية في التشيك، في الجزء العلوي من وادي كوتيني، ليس بعيدًا عن قرية كوتيني. وهي تشكل مستويين تحت الأرض من نظام المانحين القديم في كشكنسكي بروك. إنها منطقة حفريات مهمة، وهي واحدة من المواقع الأوروبية القليلة حيث يمكن العثور على الهياكل العظمية الكاملة لحيوانات العصر الرباعي (البليستوسين).

## معرض الصور

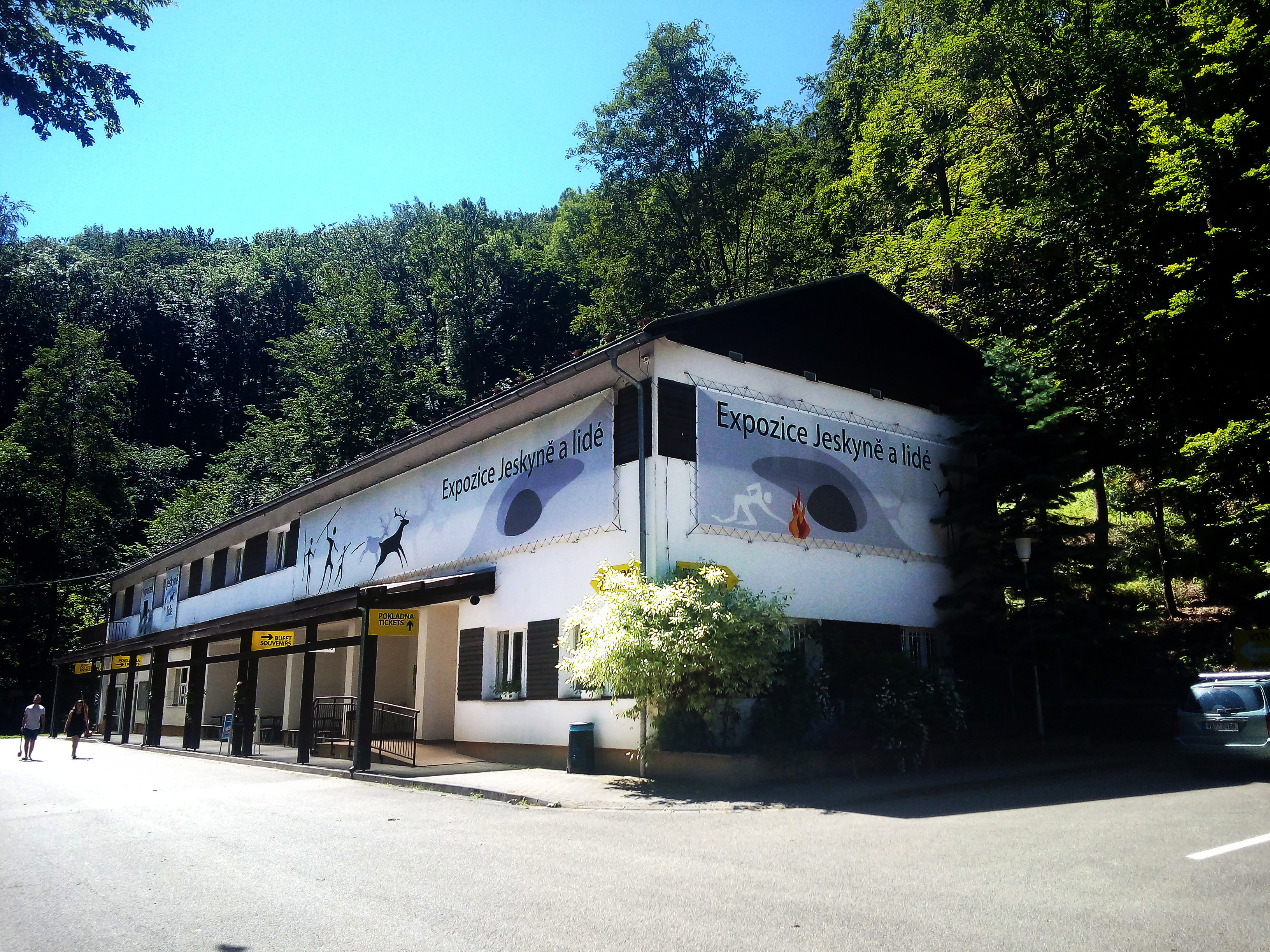
كهف فوبستيك - مدخل المبنى
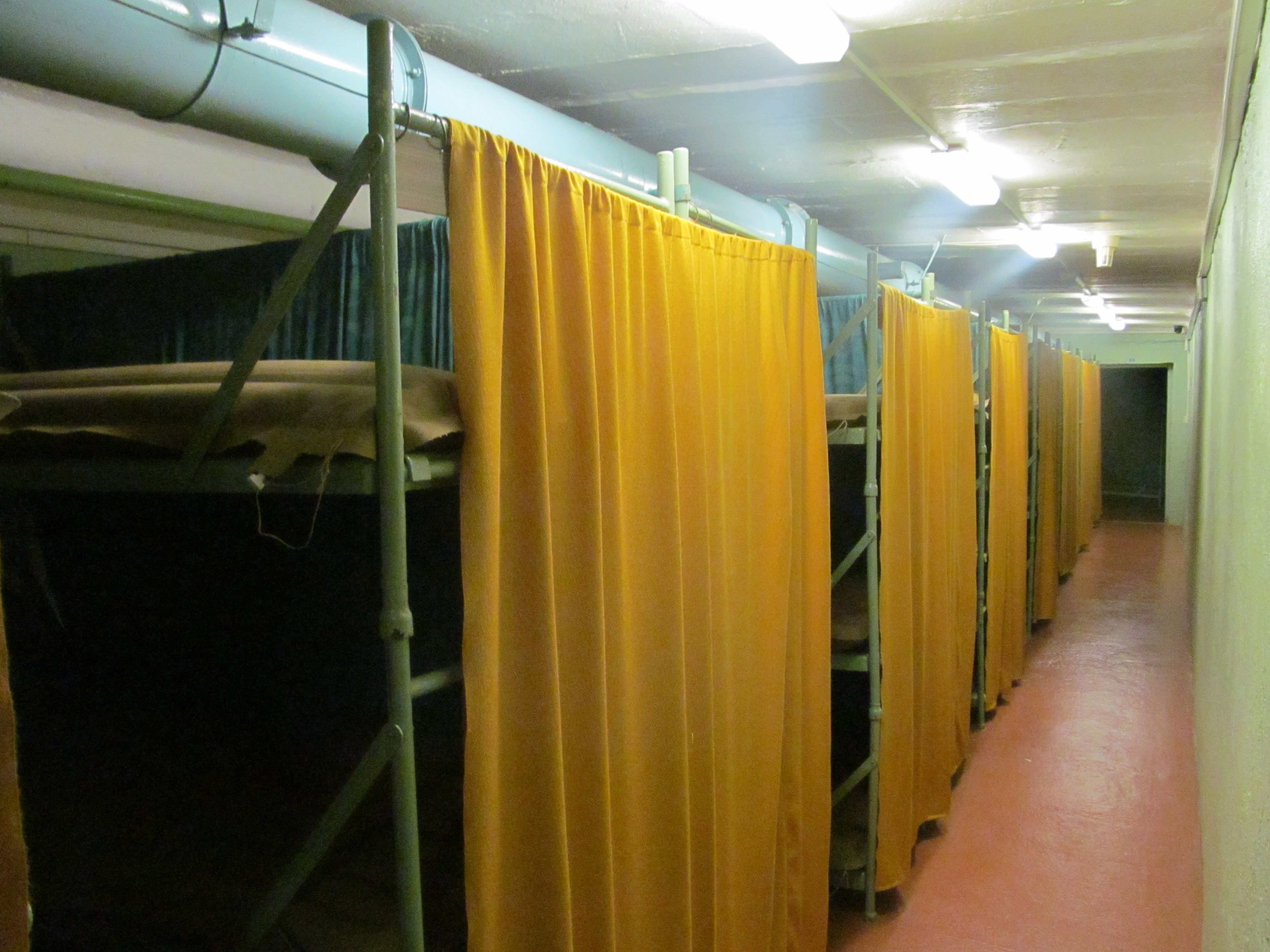
كهف فوبيستك
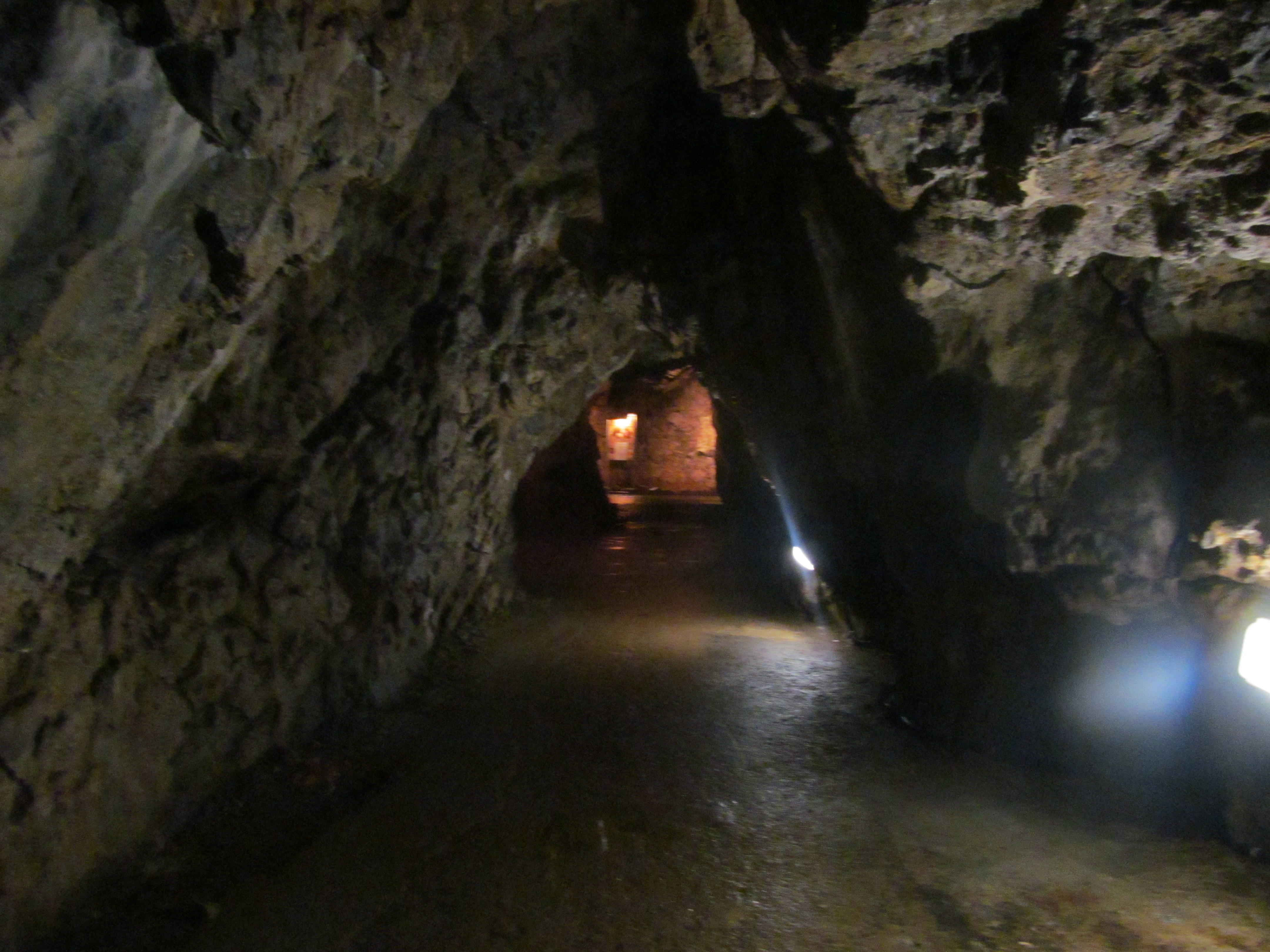
كهف فوبيستك
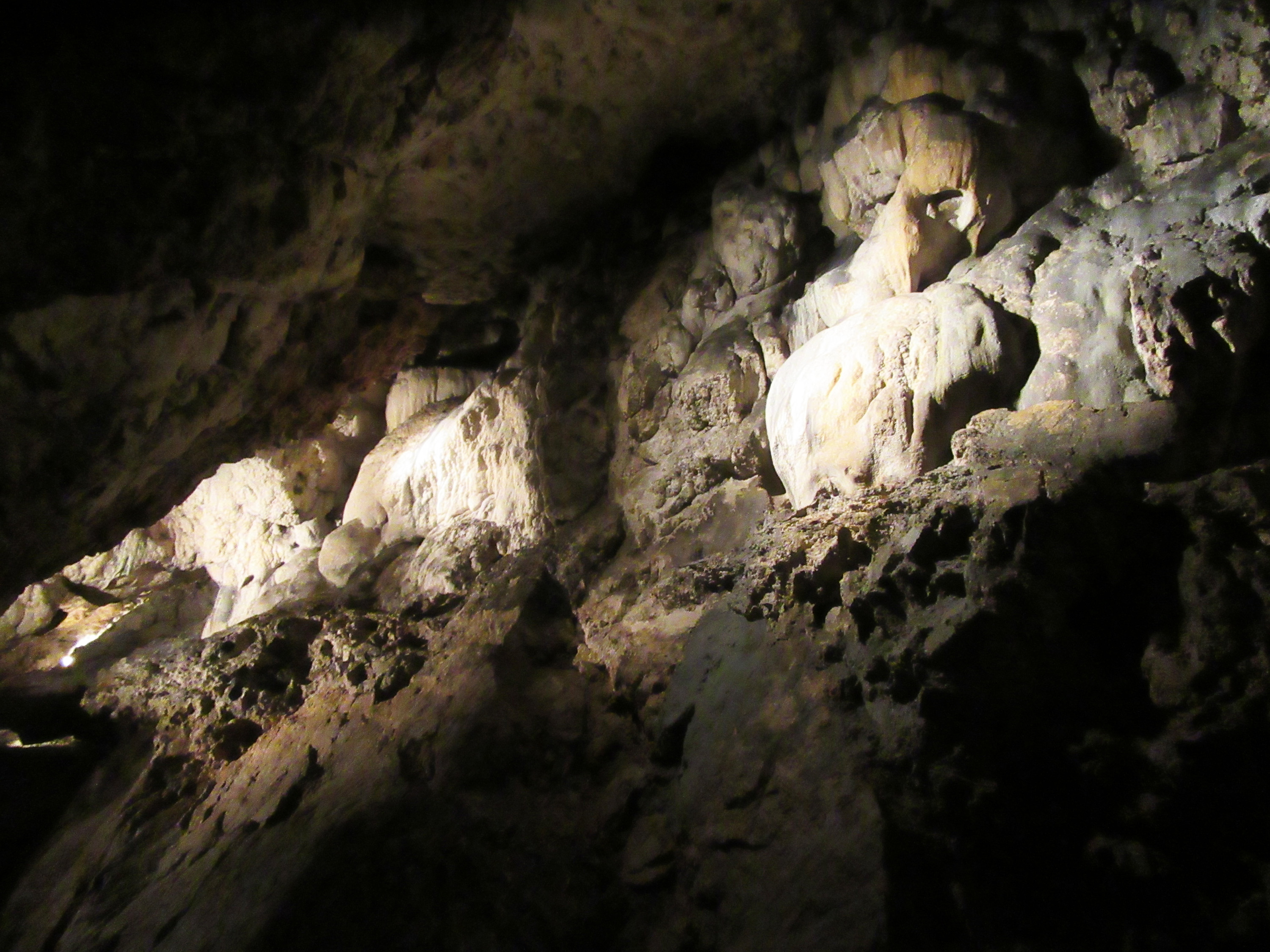
كهف فوبيستك
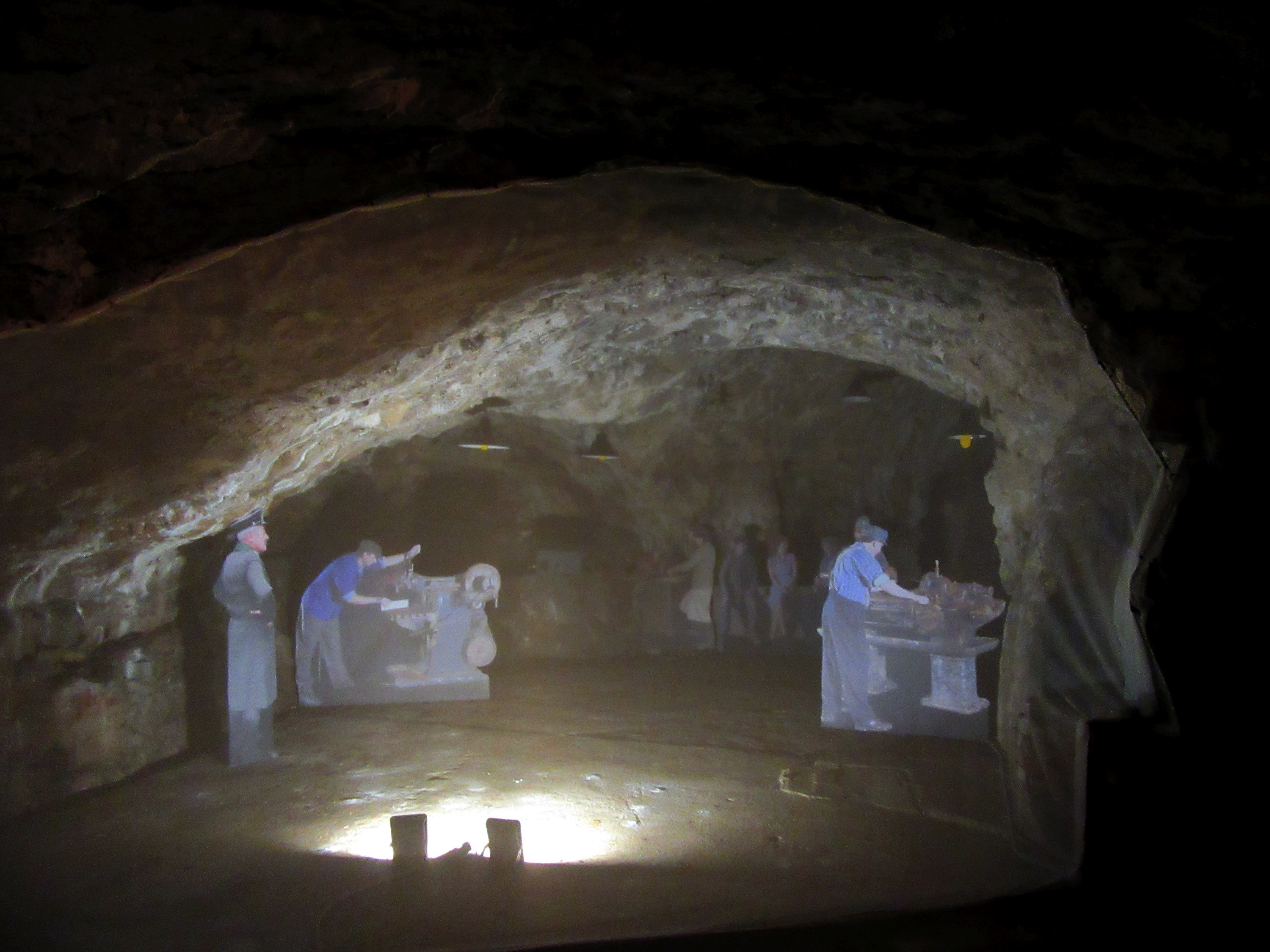
كهف فوبيستك

## وصلات خارجية
- Výpustek Cave Official Website باللغة الإنجليزية